# Беккер Ісаак Мойсейович
Ісаак Мойсейович Беккер (нар. 24 серпня 1898, місто Баку, тепер Азербайджан — липень 1937, місто Москва, тепер Російська Федерація) — радянський державний і партійний діяч, відповідальний секретар Актюбинського і Семипалатинського губернських комітетів ВКП(б), 1-й секретар Карагандинського обласного комітету ВКП(б). Член ВЦВК. Член Комісії партійного контролю при ЦК ВКП(б) у 1934—1937 роках.

## Життєпис
Народився в єврейській родині мастильника. У 1909—1910 роках — учень у шапковому магазині в місті Баку. У 1910—1912 роках — учень у приватній пральні в Баку. У 1912 році закінчив чотирикласне міське училище в Баку.
У травні 1913 — липні 1915 року — робітник, підручний слюсаря компанії «Електросила» в місті Баку.
Член РСДРП(б) з жовтня 1914 року.
У жовтні 1915 — березні 1916 року — телефоніст на електростанції в Баку.
У березні 1916 — квітні 1917 року — табельник фірми «Підрядне буріння» в місті Баку.
У квітні 1917 — жовтні 1918 року — член Бакинської ради робітничих і солдатських депутатів, секретар страйкового комітету, голова конфліктної комісії Народного комісаріату праці РРФСР, секретар робітничої продовольчої комісії в Баку, голова районного комітету РКП(б) у Баку, заступник голови Бакинського комітету РКП(б). У 1918 році перебував на підпільній роботі в Баку.
У грудні 1918 — травні 1919 року — заступник голови виконавчого комітету Пензенської губернської ради, заступник голови Пензенського губернського комітету РКП(б).
У травні — жовтні 1919 року — комісар частин штабу Східного фронту в місті Симбірську, член Симбірського губернського комітету РКП(б). У листопаді 1919 — лютому 1921 року — комісар піхоти штабу Запасної армії РСЧА в місті Казані, заступник командувача Запасної армії на залізниці Москва-Казань, заступник військового комісара Приволзького військового округу.
У березні 1921 — серпні 1922 року — комісар Управління із спорудження залізниць «Узалізнбуд» Головного комітету державних споруд Вищої ради народного господарства РРФСР у Москві.
У вересні 1922 — грудні 1924 року — студент факультету суспільних наук 1-го Московського державного університету, закінчив два курси. У 1924—1925 роках — секретар комітету РКП(б) факультету суспільних наук 1-го Московського державного університету.
У лютому 1925 — грудні 1926 року — відповідальний секретар Актюбинського губернського комітету ВКП(б).
У грудні 1926 — серпні 1928 року — відповідальний секретар Семипалатинського губернського комітету ВКП(б).
У 1928 році — член президії Державної планової комісії при РНК Казакської АРСР.
У вересні 1928 — лютому 1930 року — слухач курсів марксизму при Комуністичній академії в Москві.
У лютому 1930 — лютому 1932 року — голова ЦК Спілки працівників лісової і деревообробної промисловості СРСР.
У березні — червні 1932 року — голова Організаційного бюро Казакського крайового комітету ВКП(б) по Карагандинській області.
У червні 1932 — березні 1934 року — відповідальний (1-й) секретар Карагандинського обласного комітету ВКП(б).
У 1934 році — уповноважений Комісії партійного контролю при ЦК ВКП(б) по Середній Азії — член Середньоазіатської крайової комісії із «чистки» партії. У 1934—1935 роках — голова Таджицької республіканської комісії із «чистки» партії.
У березні 1934 — лютому 1937 року — уповноважений Комісії партійного контролю при ЦК ВКП(б) по Узбецькій РСР у місті Ташкенті.
У лютому — липні 1937 року — в апараті Комісії партійного контролю при ЦК ВКП(б) у Москві.
Помер у липні 1937 року після тривалої та тяжкої хвороби. Урна з прахом похована в колумбарії Новодівочого цвинтаря Москви.